# Paschasius Diaconus
Paschasius Diaconus, o San Pascasio el Diácono (fallecido después de 511), diácono santo de la Iglesia católica y escritor religioso.
Fue nombrado diácono sobre el año 500; murió después de 511. Casi todo lo que se conoce de Pascasio es lo que cuenta San Gregorio Magno en sus Diálogos (IV, XL). Según él era un hombre de santidad extraordinaria, muy generoso con los pobres. Hasta su muerte fue un firme partidario del antipapa Lorenzo (498 a 505, y murió antes de 514), pero eso no fue resultado de la malicia, sino del error y la ignorancia; murió durante el pontificado del papa Símaco (498-514) y tras su muerte un endemoniado fue sanado al tocar su dalmática. Poco después se apareció al obispo Germán de Capua en los baños termales de Angulus (Angelum) y le dijo que debía haber penitencia en esos baños por su error anterior, y pidió al obispo que rezara por él, lo que hizo con gran celo, tras lo cual no vio ya su reflejo en las aguas.
Se le asignan dos libros De Spiritu Sancto en varios manuscritos que hasta hace poco fueron impresos con su nombre, si bien Engelbrecht, en sus Studien über die schriften des Bischofs von Reii Faustus (Vienna, 1889), pp. 28-46, negó su autoría de ellos y la asignó al obispo Fausto de Riez, publicándolos entre las obras de este. Si esto fuera así, esos dos libros de Pascasio han debido de perderse. Sí se ha conservado una carta que escribió para Eugipio (511) en respuesta a su petición de que escribiera una biografía de San Severino con los materiales que previamente le había enviado; Pascasio le contestó diciéndole que él mismo no habría podido hacerlo mejor que con esos materiales. La fiesta de Pascasio se celebra el 31 de mayo. sus obras se conservan en el volumen LXII de la Patrología Latina de J. P. Migne.